# 중재법 (1803년)

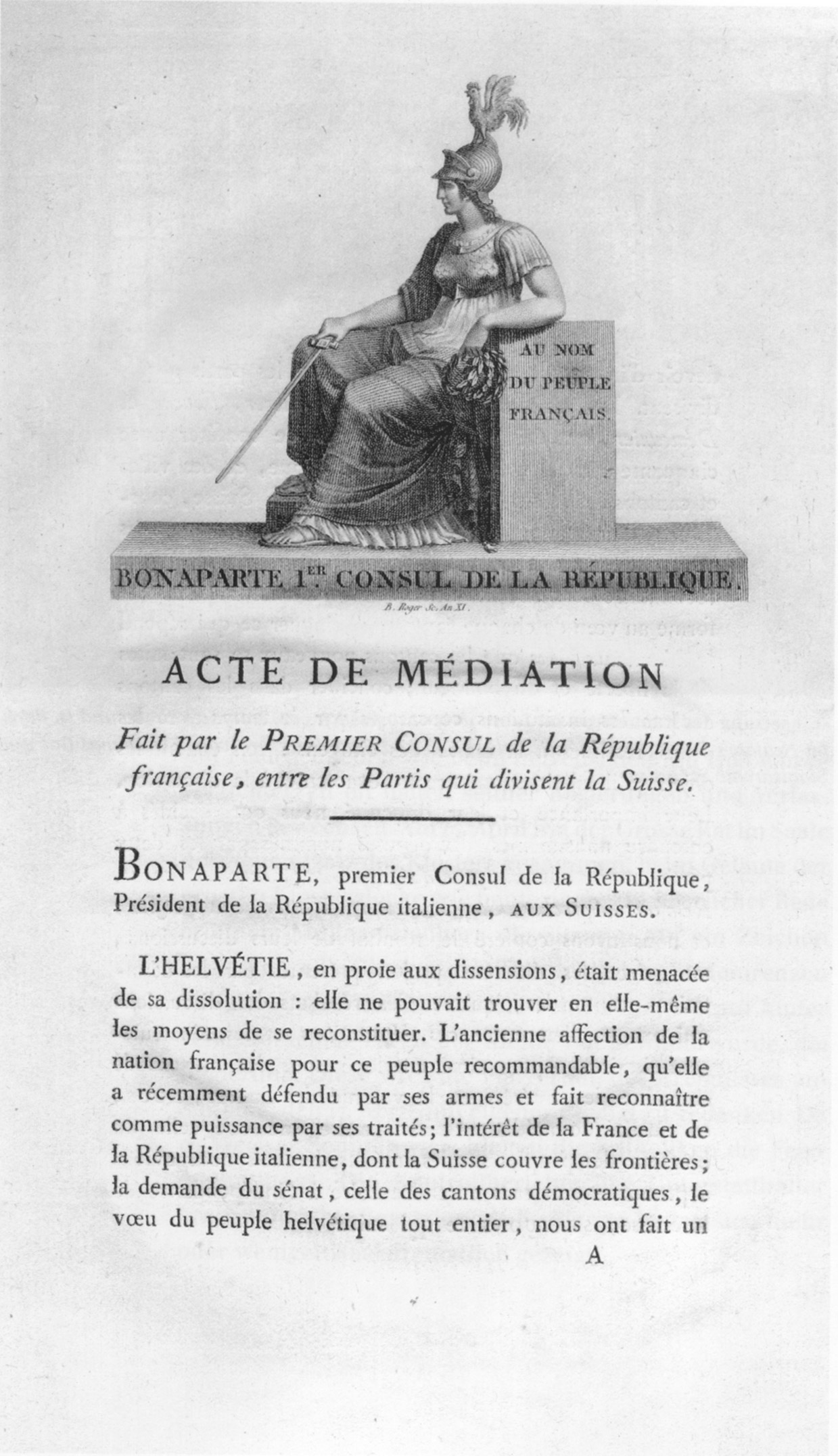
1803년 중재법

중재법(프랑스어: Acte de Médiation)은 1803년 2월 19일 프랑스 제1공화국의 수석 영사인 나폴레옹 보나파르트가 스위스 연방을 설립하기 위해 만들어진 법이다. 이 법은 또한 1798년 프랑스 군대의 스위스 침공 이후 존재했던 이전의 헬베티아 공화국을 폐지하는 결과를 가져왔다. 1802년 7월 프랑스 군대가 철수한 후 헬베티아 공화국은 슈테클리크리크 내전을 통해 무너졌다. 중재법은 나폴레옹이 앙시앵 레짐과 공화국 간의 타협을 시도한 것이다. 이러한 스위스 역사의 중간 단계는 1815년 복고 때까지 지속되었다. 이 법은 또한 타라스프주의 지위를 폐기하고, 그라우뷘덴에게 넘겼다.

## 헬베티아 공화국의 종말
1798년 프랑스 침공 이후, 분권화되고 귀족적인 구스위스 연방은 고도로 중앙집권적이고, 공화적인 헬베티아 공화국으로 대체되었다. 그러나 그 변화는 너무 갑작스럽고 광범위했으며, 대부분의 스위스인들이 그들의 주나 도시에 대해 가지고 있던 강한 정체성을 무시했다. 이후 4년 동안 프랑스 군대는 반란에 맞서 헬베티아 공화국을 지원해야 했다. 공화국 정부도 “단일적이고 강력한 중앙 정부”와 연방과 자치주를 지지하는 “연방주의”파로 나뉘었다. 1802년까지 헌법 초안이 제출되었지만, 1802년 6월의 대중 투표에서 신속하게 부결되었다. 7월에 나폴레옹은 표면상 아미앵 조약을 준수하기 위해 스위스에서 프랑스군을 철수시켰지만, 실제로는 스위스인들에게 그들의 최선의 희망은 그에게 호소하는 데 있다는 것을 보여주기 위해서였다.
1802년 여름 프랑스 군대가 철수한 후, (강력한 연방주의자였던) 농촌 주민들은 헬베티아 공화국에 대해 반란을 일으켰다. 레만주에서 봉건 토지 소유와 세금의 회복에 반대하는 부르라 파파이 반란이 일어났다. 이 반란은 양보를 통해 진정되었지만, 반군이 들고 다니는 나무곤봉 (Stäckli) 때문에 소위 몽둥이 전쟁(Stecklikrieg)이라고 불리는 다음의 슈테클리크리크(Stecklikrieg)는 공화국의 붕괴를 초래했다. 장비와 동기가 모두 부족했던 헬베티아 공화국의 정규군과 몇 차례 적대적인 충돌 후(필라투스의 렝패스 8월 28일, 9월 동안 포병이 베른과 취리히에 공격을 가했고, 10월 3일에는 포우그에서 소규모 교전이 벌어졌다.

## 중재법
중재자 역할을 하는 나폴레옹과 함께 스위스 주 대표들은 파리에서 만나 분쟁을 끝내고 공식적으로 헬베티아 공화국을 해산했다. 조정법이 1803년 2월 19일에 만들어졌을 때 공화국을 분열시킨 문제를 해결하고 프랑스의 영향을 받는 새로운 연방의 틀을 제공하려고 했다. 이 법의 언어는 대부분 모호하고 불분명하여 칸톤에 상당한 해석의 여지가 있었다.
중재법 서문에서 나폴레옹은 스위스의 자연적 정치 국가는 연방이라고 선언하고, 중재자로서의 역할을 설명했다.
다음 19개 섹션은 당시 스위스에 존재했던 19개 주를 다룬다. 구 연방의 원래 13개 구성원이 복원되었고 6개의 새로운 칸톤이 추가되었다. 새로운 주 중 2개(장크트갈렌 및 그라우뷘덴 또는 그리종)는 이전에 ‘동맹’이었고 나머지 4개는 서로 다른 시기에 정복된 종속 토지(즉, 다른 주에 의해 통제됨)로 구성되어 있다. 아르가우주(1415), 투르가우주(1460), 티치노주(1440, 1500, 1512) 및 보주 (1536). 6개의 새로운 주 중 5개(그라우뷘덴주는 예외)에 현대 대의제 정부가 주어졌다. 그러나 13개의 원래 주에는 혁명 이전의 많은 제도가 그대로 남아 있었다. 란츠게마인데(landsgemeinden, 대중 집회)는 민주주의 주에서 복원되었으며, 다른 경우 주 정부는 대평의회(입법부)와 소평의회(행정)의 손에 있었다. 전반적으로 국가에 부여된 권한은 매우 광범위했다.

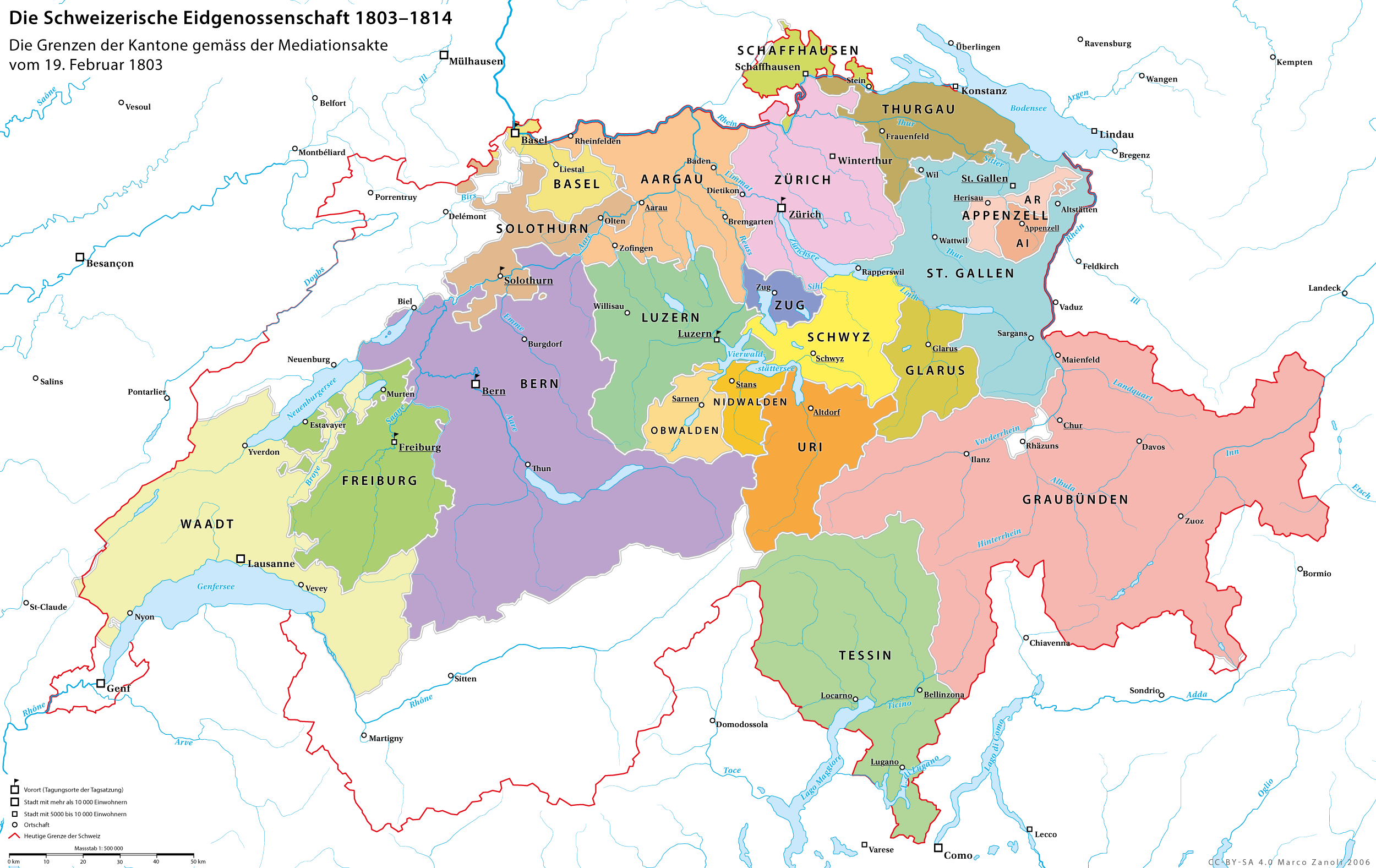
중재법으로 설정된 칸톤

중재법(Acte fédéral 또는 Acte of Confederation)으로 알려진 다음 40개 조항은 연방 정부의 의무와 권한을 정의했다. 연맹의 책임에는 모든 시민에게 평등 제공, 연방군 창설, 내부 무역 장벽 제거 및 국제 외교가 포함되었다. 특권 계층, 시민 또는 종속 토지가 있어서는 안 된다. 스위스는 법 전체에 걸쳐 언급되었다. 모든 스위스 시민은 이제 새로운 연방의 어느 곳이든 자유롭게 이사하고 정착할 수 있었다. 주는 서로의 헌법, 국경 및 독립을 존중하는 것을 보장했다. 정부의 최고 기구는 6개의 보로텐 중 하나에서 개최된 타크자충(일종의 의회)이었다.(또는 주요 도시: 프리부르, 베른, 졸로투른, 바젤, 취리히 및 루체른) 매년. 의회는 그 해에 의회가 모인 소용돌이의 수석 치안판사인 란트아만 더 슈비츠(Landammann der Schweiz)가 주재했다. 의회에서 인구 100,000명 이상의 6개 주(베른주, 취리히주, 보주, 장크트갈렌주, 그라우뷘덴주, 아르가우주)는 2표를 얻었고, 나머지는 1표씩만 얻었다.
13개 조항과 9개 조항을 포함하는 두 개의 수정안은 실패한 공화국에서 새로운 연방으로의 전환을 다루었다. 과도기 동안 스위스 대표(Landammann der Schweiz)로 임명된 Louis d'Affry는 의회가 소집될 때까지 광범위한 권한을 부여받았다. 주 내에서 지방 정부는 새로운 선거가 열릴 때까지 7인 위원회에 의해 운영되었다.
이 법의 마지막 문장은 스위스가 독립된 땅임을 선언하고, 새 정부는 국가를 보호하고 방어하도록 규정했다.

## 조정 행위의 결과
중재법은 나폴레옹에게 중요한 정치적 승리였다. 스위스의 불안정이 그의 신흥 제국으로 퍼지거나 자신의 군대를 약화시키는 것을 막을 수 있었다. 중재법은 오스트리아 및 독일 국가와 함께 친프랑스 완충 국가를 만들었다. 그는 1809년 자신의 공식 칭호에 ‘스위스 연방의 중재자’(Médiateur de la Confédération suisse)라는 칭호를 추가하기까지 했다.
화해법은 1813년 나폴레옹의 집권이 끝날 때까지 유효했고, 스위스 연방의 발전에 중요한 단계였지만, 중재법에서 약속한 권리는 곧 사라지기 시작했다. 1806년 뇌샤텔 공국은 베르티에 원수에게 양도 되었다. 티치노는 1810년부터 1813년까지 프랑스군에 의해 점령되었다. 또한, 1810년에는 발레가 점령되어 심플론 고개를 확보하기 위해 심플론의 프랑스의 데파르트망으로 전환되었다. 스위스 군대는 프랑스의 러시아 침공과 같은 해외 캠페인에서 여전히 복무했다. 오랜 중립성을 훼손한 것이다. 집에서 한 칸톤에서 다른 칸톤으로 이동할 수 있는 자유(헌법에 의해 부여되었지만)는 1805년 의회에 의해 10년 거주를 요구한 다음 칸톤에서 정치적 권리나 공동 재산에 대한 이익을 얻을 권리를 부여하지 않음으로써 제한되었다.
나폴레옹의 권력이 약해지자(1812-1813) 스위스의 지위는 위태로워졌다. 스위스 반동당의 지원을 받은 오스트리아군은 의회의 실질적인 저항 없이 1813년 12월 21일 국경을 넘었다. 오스트리아의 압력을 받아 12월 29일 의회는 나폴레옹의 중재법을 토대로 만든 1803년 헌법을 폐지했다.
1814년 4월 6일에 소위 장기 의회가 헌법을 대체하기 위해 모였다. 의회는 9월 12일 발레, 뇌샤텔, 제네바가 연방의 정회원으로 승격될 때까지 교착 상태를 유지했다. 이것은 칸톤의 수를 22개로 늘렸다. 그러나 의회는 빈 회의까지 거의 진전을 이루지 못했다.

## 같이 보기
- 라인 동맹